# Romanesos

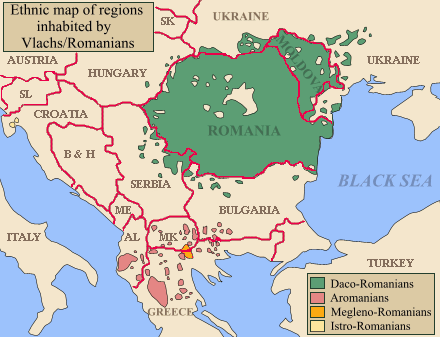

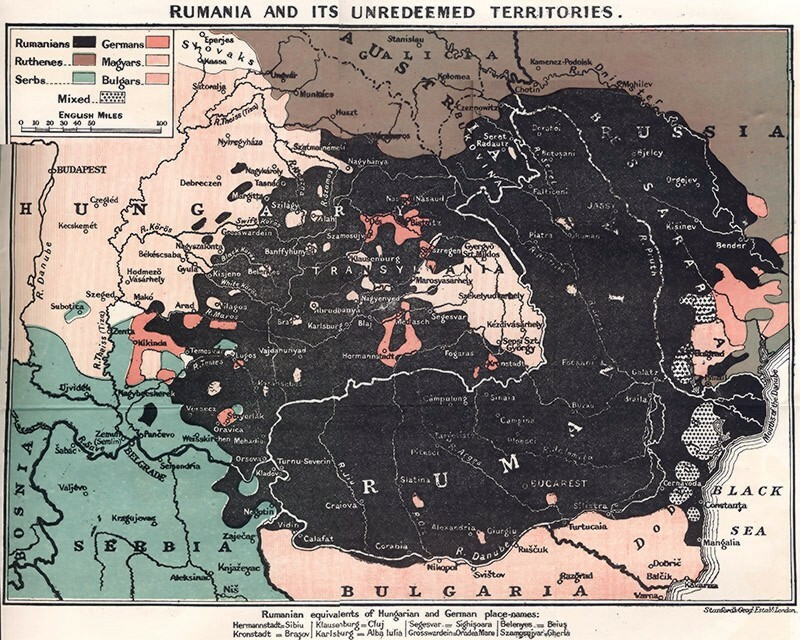
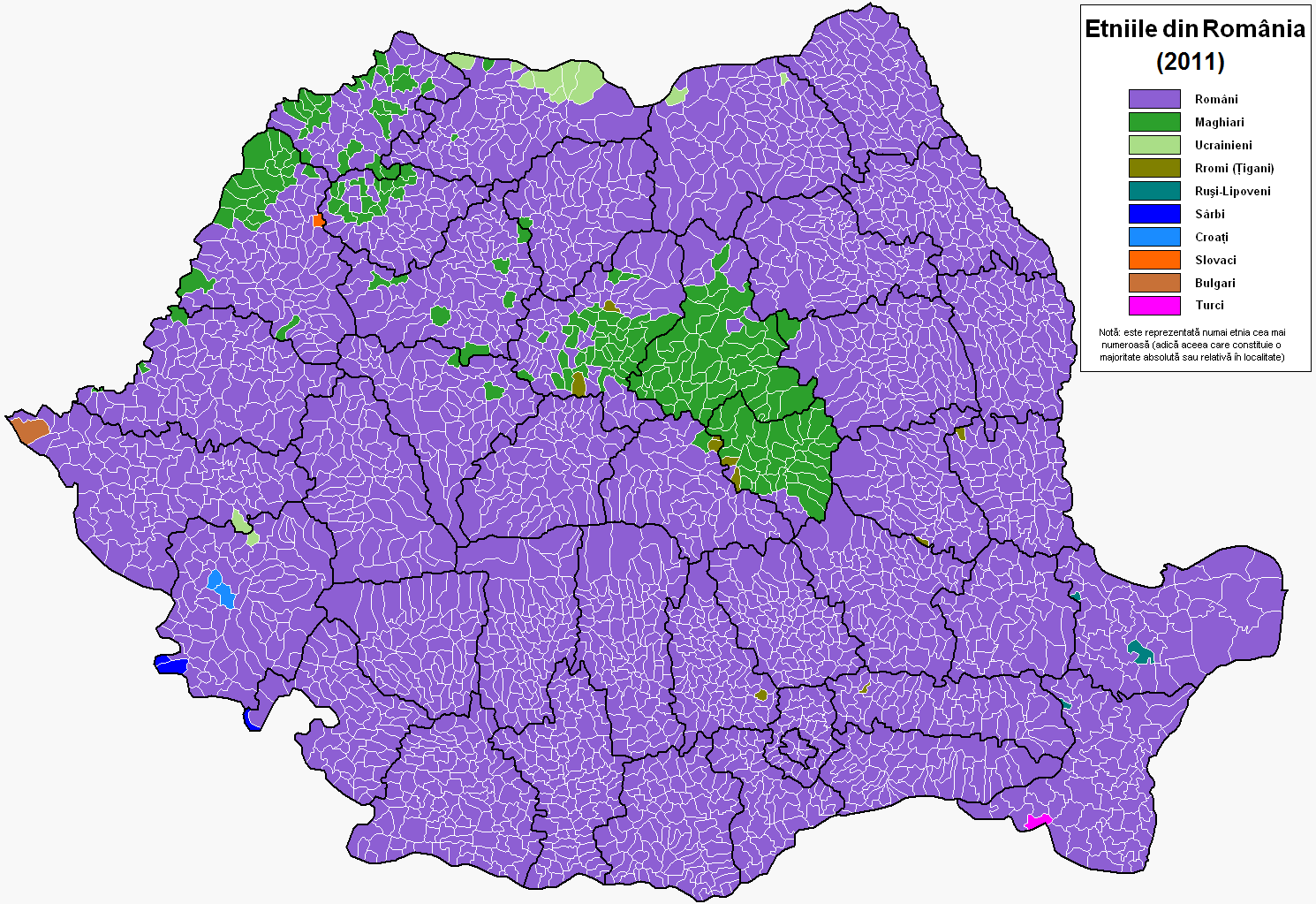

Els romanesos (romanès: români; antigament i dialectalment, rumâni; exònim arcaic: valacs) són un grup ètnic valac majoritari a Romania, que parla romanès. Hi ha autors importants que consideren que els moldaus també són romanesos, cosa que els convertiria en predominants també a Moldàvia. Els romanesos formen minories ètniques en diversos països veïns.
Els romanesos són una nació en el sentit d'ethnos (en romanès, neam); és a dir, la nació es defineix més pel sentit de pertinença a una cultura romanesa comuna, a un mateix grup humà i a una comunitat que parla romanès com a llengua materna que no pas per la ciutadania o pel fet de viure en un país en concret. La llei de ciutadania romanesa, promulgada el març del 1991, estableix que la segona i la tercera generacions que descendeixin de romanesos tenen dret a obtenir la ciutadania romanesa si parlen un romanès fluid i demostren un coneixement suficient de la història i la cultura romaneses. Arreu del món, uns vint-i-quatre milions de persones tenen el romanès com a llengua materna.

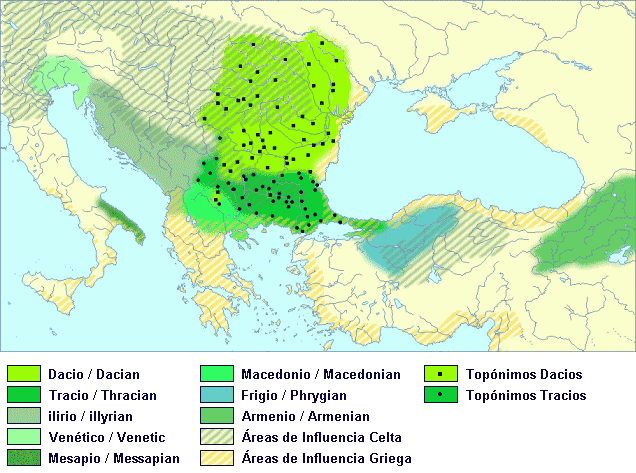
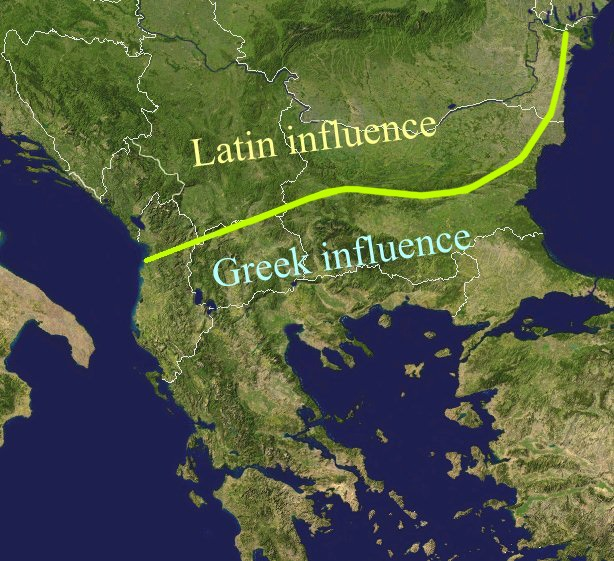
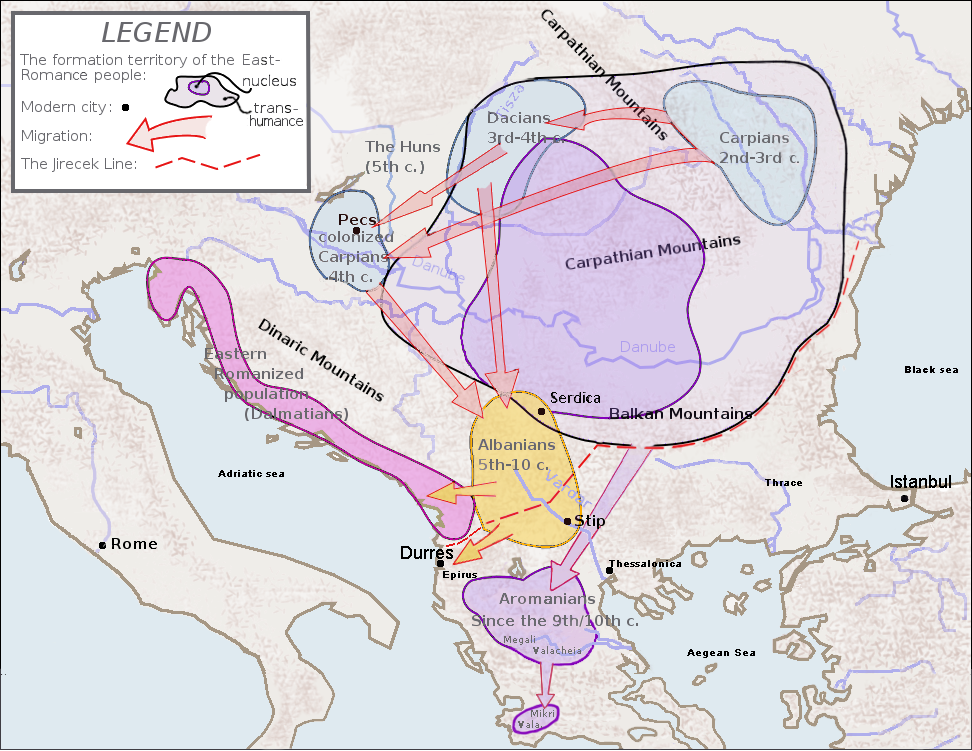